# Azem Vllasi

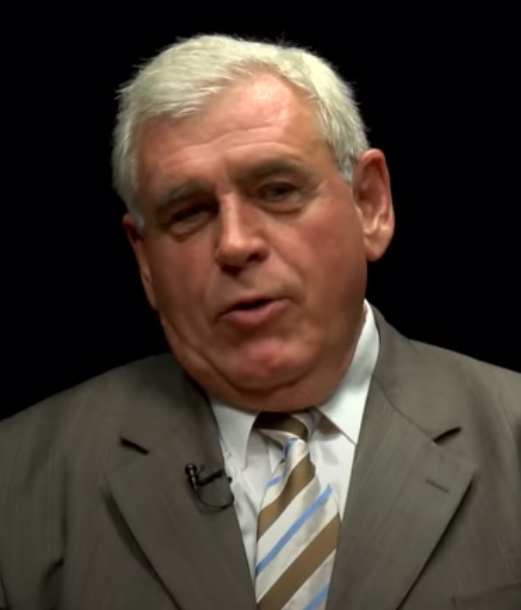
Azem Vllasi (2018)

Azem Vllasi (* 1948 in Rubovce bei Kosovska Kamenica, SFR Jugoslawien, heute Kosovo) ist ein kosovarischer Politiker und Rechtsanwalt albanischer Nationalität. Er ist Berater der kosovarischen Regierung für außenpolitische Fragen.

## Leben
Von 1986 bis 1988 war Vllasi Vorsitzender des Bundes der Kommunisten des Kosovo. Im Mai 1988 wurde er seines Amtes enthoben, nachdem er sich der Machtübernahme durch die serbische Regierung unter Slobodan Milošević im Gefolge der Antibürokratischen Revolution widersetzt hatte. Seine Nachfolgerin wurde Kaqusha Jashari, die selbst nach kurzer Zeit durch den als loyal geltenden Polizeichef Rahman Morina ersetzt wurde.
Im Zusammenhang mit den andauernden Unruhen wurde Vllasi im März 1989 inhaftiert. Nach seinem Freispruch im April 1990 ließ er sich als Anwalt in Priština nieder.
Seit 2004 ist Vllasi Mitglied der Sozialdemokratischen Partei des Kosovo, die heute von Agim Çeku geführt wird. Er nimmt jedoch keine offizielle Position in der Partei ein.
Am 13. März 2017 wurde Vllasi durch einen Angreifer mit einer Schusswunde verletzt.